# Akvara
Akvara (en georgiano: აყვარა; en abjasio: Аҟәара) es una aldea que pertenece a la parcialmente reconocida República de Abjasia, parte del distrito de Gagra, aunque de iure pertenece al municipio de Gagra de la República Autónoma de Abjasia de Georgia.

## Geografía
Akvara se encuentra en el margen derecho del río Bzipi, a 10 km del mar Negro y a 11 km de Gagra. Las aldea se administra desde el pueblo de Bzipi.

## Demografía
La evolución demográfica de Akvara entre 1959 y 1989 fue la siguiente:
| 839                                                 | 1164 |
| (Fuente: Population of Abkhazia since Soviet times) |      |

Según el censo de 1959, la mayoría de la población local eran abjasios y georgianos.